# Thomas Onken

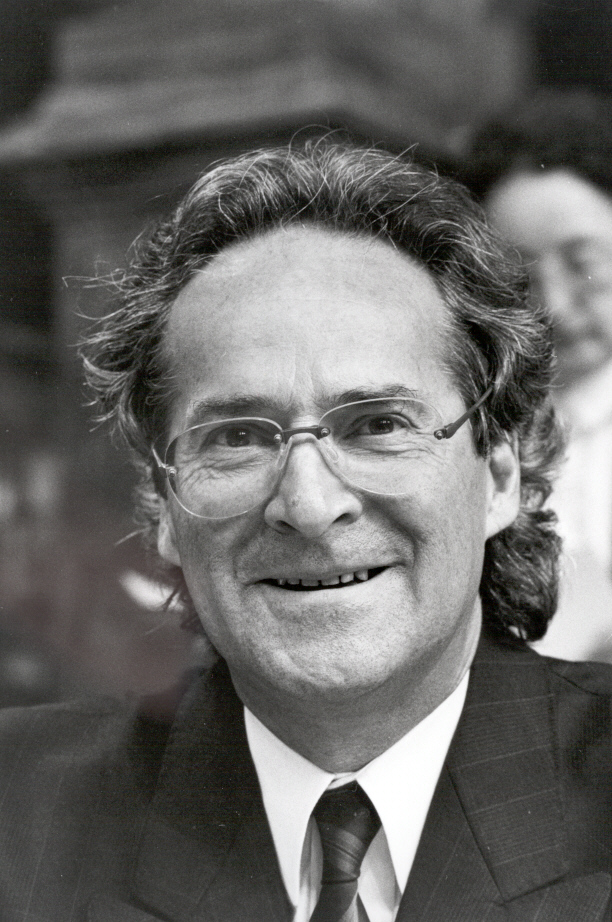
Thomas Onken (1989)

Thomas Onken (* 6. Mai 1941 in Kreuzlingen, Kanton Thurgau; † 14. März 2000 in Münsterlingen; heimatberechtigt in Kallern) war ein Schweizer Unternehmer, Kunsthistoriker und Politiker (SP).

## Leben und Werk
Thomas Onken wuchs mit seinen zwei Brüdern bis 1951 in Kreuzlingen auf. Anschliessend lebte die Familie bis 1956 in Santiago de Chile. Ab 1961 studierte er an der Universität Zürich Kunstgeschichte, Germanistik und Archäologie und promovierte 1969. Danach wirkte er im familieneigenen Lehrinstitut, der ältesten Fernschule der Schweiz, ab 1979 als administrativer Leiter: Sein aus Oldenburg eingewanderter Grossvater Franz Onken (1885–1942) hatte 1908 in Zürich sein Technisches Lehrinstitut gegründet und auch erste Fernkurse angeboten, sein Vater Kurt Onken (1914–2007) 1937 das eigene Technische Lehrinstitut in Kreuzlingen geschaffen und 1943 im Gut Hochstrass in Tägerwilen angesiedelt.
Unter dem Einfluss der 68er-Bewegung, besonders der 1966 gegründeten interdisziplinären Reformuniversität Konstanz, trat Onken – wie seine Weggefährten Peter Gross, Martin Kohli und Wolf Linder – 1972 in die SP ein und schaffte noch im selben Jahr die Wahl in den Grossen Rat. Er führte als Präsident von 1977 bis 1984 die SP des Bezirks Kreuzlingen und von 1984 bis 1990 die SP Thurgau; ausserdem sass er von 1988 bis 1999 im nationalen Parteivorstand. 1987 schlug er die sichere Nachfolge von Rolf Weber im Nationalrat aus und trat als Vertreter des «anderen Thurgaus» für die Kampfwahl in den Ständerat an. Im zweiten Wahlgang am 15. November 1987 schaffte er die «historische Sensation», den Amtsinhaber Heinz Moll (FDP) zu verdrängen. Damit stellten die Freisinnigen erstmals keinen Thurgauer Ständerat mehr.
Neben der Politik engagierte sich Onken im Kulturleben. So war er Mitglied der kantonalen Kulturkommission des Kantons Thurgau und Mitinhaber der Galerie Kunstraum Kreuzlingen sowie langjähriger Leiter des Theaters an der Grenze in Kreuzlingen. Zudem war er Gründungsmitglied und Stiftungsrat der Schweizerischen Greina-Stiftung.
Onken heiratete 1964 und 1991, er hatte aus erster Ehe mit Helga Haberbosch zwei Söhne. 
Er verstarb 2000 an den Folgen eines Hirnschlags in den Ferien auf Sri Lanka nach seinem Rücktritt. Er fand seine letzte Ruhestätte im Familiengrab auf dem Friedhof Bernrain.

## Publikationen
- Der Konstanzer Barockmaler Jacob Carl Stauder, 1694–1756. Ein Beitrag zur Geschichte der süddeutschen Barockmalerei. Jan Thorbecke, Sigmaringen 1972, ISBN 3-7995-5017-8. (Bodensee-Bibliothek; 17). (Diss. phil. I, Univ. Zürich).
- 75 Jahre Technisches Lehrinstitut Onken, Kreuzlingen. Jubiläums-Kontakt. Technisches Lehrinstitut Onken, Kreuzlingen 1983.